# Munjul (Ciambar)
Munjul is een bestuurslaag in het regentschap Sukabumi van de provincie West-Java, Indonesië. Munjul telt 6348 inwoners (volkstelling 2010).